# Gebwin

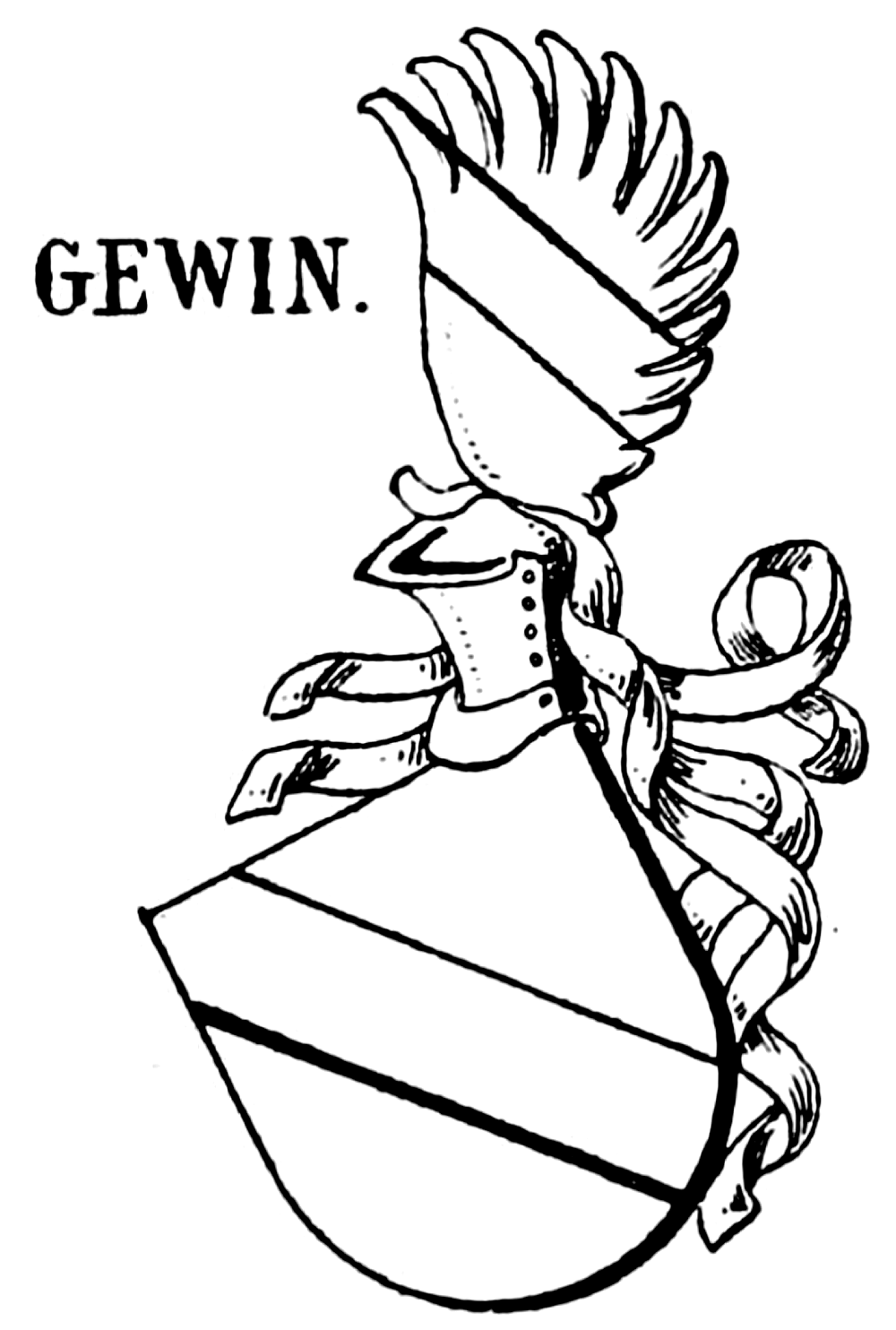
Wappen der Gebwin (Gewin)

Wappen der Gebwin

Die Gebwin waren ein Patriziergeschlecht in Heilbronn. Sie bekleideten hohe städtische Ämter wie das des Münzmeisters und hatten bedeutende Lehen in Neckargartach, Böckingen und Horkheim inne.

## Geschichte
Über die Abstammung der Heilbronner Gebwin gibt es verschiedene Theorien. Sie gelten entweder als im Stadtpatriziat aufgegangener Zweig der Herren von Weiler aus dem nahen Sulmtal, mit denen Wappengleichheit besteht und in deren Stammlinie der Name Gebwin mehrfach erscheint, oder als Abkömmlinge der Patrizierfamilie Gebwin aus Gmünd, wohin die Heilbronner Patrizierfamilien zahlreiche Verbindungen hatten. Einer anderen Theorie zufolge geht das Geschlecht auf die karolingische Linie der Robertiner zurück. Eine Nebenlinie dieses Geschlechts, mit der abermals Wappengleichheit besteht, saß in Freiburg im Breisgau und nannte sich Geben. Auch dort begleiteten sie das vornehme Amt des Münzmeisters und waren Mitglieder des Rats. Die mittelfränkische und oberpfälzischen Linien begleiteten häufig das Schenkenamt.
In Heilbronn sind die Gebwin seit 1278 nachgewiesen und gehörten zu jenen Heilbronner Patrizierfamilien, die von den Herren von Weinsberg das Lehen über den Ort Neckargartach erlangten, womit die historische Bindung Neckargartachs an Heilbronn begann. In diesem Stadtteil ist noch heute die Gebwinstraße nach der Patrizierfamilie benannt.
Gebwin erscheint in der Geschichte der Stadt Heilbronn sowohl als Personen- als auch Familienname. Sie werden als „wahrscheinlich sogar das bedeutendste Patriziergeschlecht der Stadt“ bezeichnet. Als Vorname tritt Gebwin auch bei den Heilbronner Geschlechtern Wigmar und Volmar auf. Die Gebwin hatten außerdem den Zunamen „Münzmeister“, „Lemlin“ und „Gemminger“. 
Ein Gebwin († 1357 in Heilbronn) war Münzmeister in der Heilbronner Münze und Richter, möglicherweise hatte er auch ein Bürgermeisteramt inne. Zu seinem Tod im Jahre 1357 wurde eine Jahrtagsstiftung in der Kilianskirche eingerichtet.
Gustav Adelbert Seyler schreibt 1911 in Siebmachers Wappenbuch: „Conrad Gewin, Bürger zu Heilbronn, hatte von dem Grafen Eberhard dem Greiner von Württemberg zu Lehen: den hof ze Horkein und alliu din gut die darin und darzu gehoren, und den halben hof ze Böckingen und waz darzu gehört und die wisen am Nogker. Dither Gewin, Bürger zu Heilbronn 1426, führt im Schilde einen Schrägbalken, auf dem Helm Flügel wie Schild.“